# スコット・マクドナルド
スコット・ダグラス・マクドナルド（英語: Scott Douglas McDonald、1983年8月21日 - ）は、オーストラリア・メルボルン出身の同国代表サッカー選手。ポジションはFW。

## 経歴

### クラブ
スコットランド人の両親の間にメルボルンで生まれた。1998年、オーストラリアのクラブチーム、ギップスランド・ファルコンズFCで14歳でプロデビュー。クラブ史上最年少選手となった。
イングランドのサウサンプトンFCなどを経て、2004年にスコットランドのマザーウェルFCに移籍。2004-05シーズン最終節では、試合終了間際の2得点で首位セルティックFCを破った（その結果、最終節で勝利したレンジャーズFCが勝ち点1差で逆転優勝を決めた）。
2006-07シーズン後にセルティックに移籍。移籍1年目の2007-08シーズンも主力として活躍。優勝を争うレンジャーズ戦で2得点を挙げるなどチームの逆転優勝に貢献し、2位に10得点差となる25ゴールを挙げて得点王にも輝いた。また、UEFAチャンピオンズリーグ・グループリーグのACミラン戦では決勝点もあげた。2010年2月、移籍金350万ポンドでミドルズブラFCへ移籍。
2017年7月25日、スコティッシュ・チャンピオンシップ（2部相当）のダンディー・ユナイテッドFCと1年契約を交わした。
2019年2月15日、シーズン終了までの契約でパーティック・シッスルFCに加入した。
2019年5月8日、ウェスタン・ユナイテッドFCへ移籍。
2020年1月16日、ブリスベン・ロアーFCと18か月間の契約を結んだ。

### 代表
スコットランド代表も選択できたがオーストラリア代表を選択し、2003年のFIFAワールドユース選手権ではキャプテンを務めた。2006年2月22日のアジアカップ最終予選・バーレーン戦で代表デビュー。2010 FIFAワールドカップのメンバーからは落選した。

## エピソード
2009年1月2日にテレビ朝日で放送された「夢対決!とんねるずのスポーツ王は俺だ!スペシャル」のサッカーボウリング対決にゲスト出演した。これは対戦相手が中村俊輔でグラスゴーで収録したことと、2月に2010 FIFAワールドカップ・アジア予選・日本vsオーストラリアが控えていたため。

## タイトル

### クラブ
セルティック
- スコティッシュ・プレミアリーグ : 2007-08
- スコティッシュリーグカップ : 2009

### 個人
- スコティッシュ・プレミアリーグ得点王 : 2007-08（25得点）

## 代表歴
- U-17 オーストラリア代表
- U-20 オーストラリア代表
- U-23 オーストラリア代表
- オーストラリア代表 2006-
  - 代表デビュー：2006年2月22日 vs バーレーン